# Lucio Luiz
Pour les articles homonymes, voir Luiz.
Lucio Luiz (Rio de Janeiro, 14 juillet 1978) est un journaliste, écrivain, éditeur, podcasteur et scénariste de bandes dessinées brésilien. Il est titulaire d'un diplôme en journalisme et d'une maîtrise et d'un doctorat en éducation,.

## Biographie

### Fanfiction
À partir de 2002, Lucio se lance dans l'écriture de fanfictions (principalement sur les personnages Lobo et Fire, de DC Comics) sur le site Hyperfan, alors l'un des principaux sites brésiliens dédiés aux fanfics. En 2006, déjà en tant que rédacteur en chef du site, il a organisé le livre Hyperfan: cinco anos de fanfic (Hyperfan : cinq ans de fanfic) en l'honneur de l'anniversaire du site, qui a apporté des histoires inédites créées par ses membres, ainsi que des illustrations de l'artiste de bande dessinée JJ Marreiro,,.
Las nouvelles se déroulent dans un nouvel univers fictif, créé par les auteurs, dans lequel des gens ordinaires acquièrent des super pouvoirs grâce à un phénomène mystérieux. Ce livre est considéré comme le premier livre de fiction brésilien consacré au genre super-héros,,.
En plus d'être responsable de l'édition et de l'organisation du livre, Lucio a écrit la nouvelle humoristique "Super tia" ("Super tante"), sur une enseignante de maternelle qui a commencé à contrôler mentalement ses élèves avec des résultats tragi-comiques.

### Recherche académique
Entre 2007 et 2009, Lucio a suivi une maîtrise en éducation à l'Université Estácio de Sá, développant une thèse sur l'impact de la création de fanfiction par les enseignants et les étudiants en relation avec la production écrite scolaire et l'habileté numérique. À partir de ce moment, il a commencé à publier régulièrement des recherches académiques lors de diverses conférences dans les domaines de la communication et de l'éducation, et il a également été l'un des premiers chercheurs brésiliens à étudier et écrire des articles académiques sur la culture participative,,.
À cette époque, il n'y avait pas encore de traduction consacrée au Brésil pour le terme participatory culture, Lucio suggérant l'utilisation de "cultura participatória" car elle est plus proche de l'intention originale d'Henry Jenkins, créateur du terme. Cependant, au fur et à mesure des recherches, la traduction "cultura participativa" a fini par devenir la plus utilisée en portugais.
En 2018, Lucio a terminé son doctorat en éducation à l'Université Estácio de Sá, soutenant une thèse sur la perception des enseignants de l'Enseignement primaire et secondaire sur l'utilisation de la bande dessinée en classe. En 2021, cette thèse a été publiée dans le livre Professores Protagonistas: os quadrinhos em sala de aula na visão dos docentes (Enseignants Protagonistes : la bande dessinée en classe du point de vue des éducateurs),,.

### Meninos e Dragões
En 2012, Lucio Luiz créé, toujours avec Flavio Soares, la série de bandes dessinées pour enfants Meninos & Dragões (Enfants et Dragons), qui remporte le 2e Prix des Personnages d'Abril et qui est publiée en tant que bande dessinée régulière par le maison d'édition Abril l'année suivante,,,.
Cependant, en raison de la crise que traversait Editora Abril à l'époque, qui entraînait plusieurs coupes dans les publications, notamment les bandes dessinées, la bande dessinée a été annulée après la publication du premier numéro. Pourtant, la bande dessinée a remporté le prix Angelo-Agostini de la meilleure sortie en 2014,,.
En 2018, Lucio et Flavio relancent la série Meninos e Dragões, cette fois sous forme d'albums de BD et avec le look des personnages complètement reformulé. Le premier tome est finaliste du Troféu HQ Mix 2019 dans la catégorie "meilleure publication jeunesse",,.

### Maison d'édition
En 2013, Lucio fonde la maison d'édition indépendante Marsupial Editora, spécialisée dans la publication de livres dans les domaines de l'éducation, de la communication et de la technologie. L'année suivante, il crée le label Jupati Books, destiné à l'édition de bandes dessinées, et se charge d'éditer plusieurs romans graphiques et compilations,,.
Le premier livre de l'éditeur était Os Quadrinhos na Era Digital: HQtrônicas, webcomics e cultura participativa (La Bande Dessinée à l'Ère du Numérique : "BDtroniques", webcomics et culture participative), un livre théorique organisé par Lucio avec des textes, entre autres, par les chercheurs Octavio Aragão, Edgar Franco, Roberto Elísio dos Santos, Henrique Magalhães et Paulo Ramos, en plus de Lucio lui-même. Ce livre a été nommé au Troféu HQ Mix du meilleur livre théorique en 2014,.
Il écrit également des livres pour enfants tels que A Mamãe Tamanduá, avec des illustrations de PriWi, et Palavras, Palabras, avec des illustrations de Bianca Pinheiro,.

### Bande dessinée
En 2009, Lucio crée la bande dessinée As Aventuras do MorsaMan avec l'artiste Flavio Soares. La BD présente des histoires courtes du personnage MorsaMan, « mascotte » du site Web Papo de Gordo, auxquelles les deux ont participé en tant que podcasteurs et chroniqueurs,.
En tant que scénariste de la série Meninos e Dragões, Lucio participe à des compilations telles que Feitiço da Vila, avec des bandes dessinées inspirées des chansons de Noel Rosa (illustrées par Mario Cau et Lu Cafaggi), et Café Espacial nº 13, avec illustrations de Flavio Soares,.
En 2020, Lucio a été juré pour le prix Jabuti dans la catégorie "Bande dessinée", aux côtés de Germana Viana et Marcelo D'Salete. Les juges ont été choisis par le conseil de curateurs du prix après une consultation publique,.
En juillet 2022, Lucio publie sur la plateforme Webtoon le webcomic 4th Wall Brawl, écrit par lui et dessinée par Flávio Luiz, avec encrage de Flavio Soares et couleurs de Will Rez et Marco Pelandra,.

## Récompenses et nominations
| An   | Décerner                    | Catégorie                          | Travailler                   | Résultat   | Réf    |
| ---- | --------------------------- | ---------------------------------- | ---------------------------- | ---------- | ------ |
| 2012 | Prêmio Abril de Personagens | Prêmio Abril de Personagens        | Meninos & Dragões            | Lauréat    | [ 14 ] |
| 2014 | Prêmio Angelo Agostini      | Meilleure sortie                   | Meninos & Dragões            | Lauréat    | [ 18 ] |
| 2014 | Troféu HQ Mix               | Meilleur livre théorique           | Os Quadrinhos na Era Digital | Nomination | [ 26 ] |
| 2019 | Troféu HQ Mix               | Meilleure publication pour enfants | Meninos e Dragões volume 1   | Nomination | [ 22 ] |